# Yamaha TW
Die Yamaha TW (Yamaha Trailway) ist ein Leichtkraftrad bzw. Motorrad des japanischen Motorradherstellers Yamaha. In Deutschland und den meisten anderen europäischen Ländern wurde die Yamaha TW als 125 cm³-Version angeboten. Des Weiteren gibt es die TW mit einem 200 cm³ und einem 225 cm³ Motor.
Alle Yamaha TW sind ausgerüstet mit einem 130er Vorderreifen (130/80-18) und einen 180er Hinterreifen (180/80-14). Das fahrfertige Gesamtgewicht der Yamaha TW 125/200/225 beträgt 125 kg, darin enthalten sind sieben Liter Tankinhalt (davon ein Liter Reserve). Die Yamaha TW kommt mit herkömmlichem Normalbenzin (91 Oktan) aus.

## Modelle

### TW125
Der Motor hat einen Hubraum von 125 cm³ mit einer Bohrung von 57,0 mm und einem Hub von 48,8 mm. Start der Produktion war im Jahr 1999, verkauft wurde sie in der EU (u. a. Deutschland, Frankreich, Italien, Österreich, Spanien), Verkaufsende war das Jahr 2003.

### TW200
Der Rahmen und das Fahrwerk sind im Prinzip identisch mit der Yamaha TW125. Der Motor hat jedoch einen Hubraum von 200 cm³ mit einer Bohrung von 67,0 mm und einem Hub von 55,7 mm, das Verdichtungsverhältnis beträgt 9,5:1. Nach dem Produktionsstart im Jahr 1987 wird sie bis heute in den USA verkauft. Die Maschine ist mit einem elektrischen Anlasser ausgestattet und kostet in der UVP rund 4500 $. Da der US-amerikanischen Staat Kalifornien strengere Abgasnormen als die restliche USA hat, bietet Yamaha eine geänderte California Version an (in der Tabelle als Cal. gekennzeichnet). In Japan erfolgte im Jahr 2001 der Modellwechsel zur TW225.
Den Weg nach Europa fanden nur wenige TW200. Spanien war das einzige europäische Land, in das die TW200 offiziell importiert wurde. Nahezu alle TW200 die in Europa zu finden sind, kamen aus Spanien oder wurden durch wenige Händler in Eigenregie in das jeweilige Land importiert.

### TW225
Offiziell wurde die TW225 nur in Japan von 2002 bis 2007 verkauft. Nur wenige TW225 wurden in anliegende asiatische Länder importiert (Grauimporte). Der Rahmen und das Fahrwerk sind im Prinzip identisch mit den kleineren Modellen. Der Motor hat hier einen Hubraum von 225 cm³ mit einer Bohrung von 70,0 mm und einem Hub von 58,0 mm.
In Europa ist es nahezu unmöglich eine TW225 zu bekommen, da es keinen Importeur oder Händler gab, der diese Maschine nach Europa importierte.

## Technische Daten
| Modell                            | TW125 | TW125 | TW125 | TW200 | TW200 | TW225 |
| Baujahr und Modellcode            | 1999–2001 (5EK1 bis 5EK6)                                                                                  | 2002 (5RS1/5RS2)                                                                                           | 2003 (5RS3/5RS4)                                                                                           | bis 2000 (2JY/2JX - Cal.)                                                                                  | ab 2001 (5FY8/5FY9 - Cal.)                                                                                 | 2002–2007 (5VC1 bis 5VC7)                                                                                  |
| Gesamtlänge                       | 2.140 mm                                                                                                   | 2.135 mm                                                                                                   | 2.135 mm                                                                                                   | 2.060 mm                                                                                                   | 2.090 mm                                                                                                   | 2.025 mm                                                                                                   |
| Gesamtbreite                      | 810 mm | 820 mm | 820 mm | 830 mm | 820 mm | 820 mm |
| Gesamthöhe                        | 1.120 mm                                                                                                   | 1.120 mm                                                                                                   | 1.120 mm                                                                                                   | 1.105 mm                                                                                                   | 1.120 mm                                                                                                   | 1.110 mm                                                                                                   |
| Sitzhöhe                          | 805 mm | 820 mm | 820 mm | 790 mm | 790 mm | 790 mm |
| Radstand                          | 1.330 mm                                                                                                   | 1.350 mm                                                                                                   | 1.350 mm                                                                                                   | 1.325 mm                                                                                                   | 1.325 mm                                                                                                   | 1.330 mm                                                                                                   |
| Bodenfreiheit                     | 260 mm | 255 mm | 255 mm | 250 mm | 265 mm | 255 mm |
| Trockengewicht (fahrfertig)       | 125 kg | 125 kg | 125 kg | 126 kg / 127 kg (Cal.)                                                                                     | 126 kg / 127 kg (Cal.)                                                                                     | 127 kg |
| Motor                             | Einzylinder, 4-Takt, Luftkühlung, SOHC, 2 Ventile                                                          | Einzylinder, 4-Takt, Luftkühlung, SOHC, 2 Ventile                                                          | Einzylinder, 4-Takt, Luftkühlung, SOHC, 2 Ventile                                                          | Einzylinder, 4-Takt, Luftkühlung, SOHC, 2 Ventile                                                          | Einzylinder, 4-Takt, Luftkühlung, SOHC, 2 Ventile                                                          | Einzylinder, 4-Takt, Luftkühlung, SOHC, 2 Ventile                                                          |
| Hubraum                           | 124 cm³ | 124 cm³ | 124 cm³ | 196 cm³ | 196 cm³ | 223 cm³ |
| Bohrung / Hub                     | 57,0 × 48,8 mm                                                                                             | 57,0 × 48,8 mm                                                                                             | 57,0 × 48,8 mm                                                                                             | 67,0 × 55,7 mm                                                                                             | 67,0 × 55,7 mm                                                                                             | 70,0 × 58,0 mm                                                                                             |
| Verdichtung                       | 10,0 : 1                                                                                                   | 10,0 : 1                                                                                                   | 10,0 : 1                                                                                                   | 9,5 : 1 | 9,5 : 1 | 9,5 : 1 |
| Ventildurchmesser Einlass/Auslass | 29 mm / 24 mm                                                                                              | 29 mm / 24 mm                                                                                              | 29 mm / 24 mm                                                                                              | 34 mm / 28,5 mm                                                                                            | 34 mm / 28,5 mm                                                                                            | 34 mm / 28,5 mm                                                                                            |
| Nennleistung                      | 8,7 kW / 12 PS bei 9.000 /min                                                                              | 8,7 kW / 12 PS bei 9.000 /min                                                                              | 8,7 kW / 12 PS bei 9.000 /min                                                                              | 11,7 kW / 16 PS bei 8.000 /min                                                                             | 11,7 kW / 16 PS bei 8.000 /min                                                                             | 13 kW / 18 PS bei 7.500 /min                                                                               |
| max. Drehmoment                   | 9,7 Nm bei 8.000 /min                                                                                      | 9,4 Nm bei 8.000 /min                                                                                      | 9,4 Nm bei 8.000 /min                                                                                      | 15 Nm bei 7.000 /min                                                                                       | 15 Nm bei 7.000 /min                                                                                       | 18 Nm bei 6.000 /min                                                                                       |
| Anlasser                          | Elektrisch                                                                                                 | Elektrisch                                                                                                 | Elektrisch                                                                                                 | Elektrisch und mechanisch (Kickstart)                                                                      | Elektrisch                                                                                                 | Elektrisch                                                                                                 |
| Motorschmierung                   | Naßsumpf                                                                                                   | Naßsumpf                                                                                                   | Naßsumpf                                                                                                   | Naßsumpf                                                                                                   | Naßsumpf                                                                                                   | Naßsumpf                                                                                                   |
| Ölvolumen                         | 1,3 L | 1,3 L | 1,3 L | 1,3 L | 1,3 L | 1,3 L |
| Luftfilter                        | Naßfilter                                                                                                  | Naßfilter                                                                                                  | Naßfilter                                                                                                  | Naßfilter                                                                                                  | Naßfilter                                                                                                  | Naßfilter                                                                                                  |
| Treibstoff                        | Normalbenzin (ROZ 91 Oktan / MOZ 87 Oktan)                                                                 | Normalbenzin (ROZ 91 Oktan / MOZ 87 Oktan)                                                                 | Normalbenzin (ROZ 91 Oktan / MOZ 87 Oktan)                                                                 | Normalbenzin (ROZ 91 Oktan / MOZ 87 Oktan)                                                                 | Normalbenzin (ROZ 91 Oktan / MOZ 87 Oktan)                                                                 | Normalbenzin (ROZ 91 Oktan / MOZ 87 Oktan)                                                                 |
| Tankvolumen                       | 7,0 L davon 1,0 L Reserve                                                                                  | 7,0 L davon 1,0 L Reserve                                                                                  | 7,0 L davon 1,0 L Reserve                                                                                  | 7,0 L davon 1,0 L Reserve                                                                                  | 7,0 L davon 1,0 L Reserve                                                                                  | 7,0 L davon 1,0 L Reserve                                                                                  |
| Gemischaufbereitung               | Vergaser Teikei Y24P/1 ⌀ 24 mm                                                                             | Vergaser Teikei MV28/1 ⌀ 28 mm                                                                             | Vergaser Teikei MV28/1 ⌀ 28 mm                                                                             | Vergaser Teikei Y24P-5C bzw. Y24P-5B (Cal.) ⌀ 24 mm                                                        | Vergaser Teikei MV28 ⌀ 28 mm                                                                               | Vergaser Teikei MV28 ⌀ 28 mm                                                                               |
| Zündkerze                         | NGK DR8EA                                                                                                  | NGK DR8EA                                                                                                  | NGK DR8EA                                                                                                  | NGK D8EA / N.D. X24ES-U                                                                                    | NGK DR8EA / N.D. X24ESR-U                                                                                  | --- |
| Kupplung                          | Mehrscheiben Ölbadkupplung (4 Scheiben)                                                                    | Mehrscheiben Ölbadkupplung (5 Scheiben)                                                                    | Mehrscheiben Ölbadkupplung (5 Scheiben)                                                                    | Mehrscheiben Ölbadkupplung (5 Scheiben)                                                                    | Mehrscheiben Ölbadkupplung (5 Scheiben)                                                                    | Mehrscheiben Ölbadkupplung (5 Scheiben)                                                                    |
| Primär Übersetzung                | 74/20 (3,700) Stirnräder                                                                                   | 74/20 (3,700) Stirnräder                                                                                   | 74/20 (3,700) Stirnräder                                                                                   | 73/22 (3,318) Stirnräder                                                                                   | 73/22 (3,318) Stirnräder                                                                                   | 73/22 (3,318) Stirnräder                                                                                   |
| Sekundär Übersetzung              | 14/50 Kettenantrieb                                                                                        | 14/51 Kettenantrieb                                                                                        | 14/51 Kettenantrieb                                                                                        | 14/50 Kettenantrieb                                                                                        | 14/50 Kettenantrieb                                                                                        | 15/45 Kettenantrieb                                                                                        |
| Getriebe                          | 5 Gang, konstant, 36/16 (2,250), 31/21 (1,476), 27/24 (1,125), 25/27 (0,926), 23/29 (0,793)                | 5 Gang, konstant, 36/16 (2,250), 31/21 (1,476), 27/24 (1,125), 25/27 (0,926), 23/29 (0,793)                | 5 Gang, konstant, 36/16 (2,250), 31/21 (1,476), 27/24 (1,125), 25/27 (0,926), 23/29 (0,793)                | 5 Gang, konstant, 34/12 (2,833), 34/19 (1,789), 29/22 (1,318), 26/25 (1,040), 23/28 (0,821)                | 5 Gang, konstant, 34/12 (2,833), 34/19 (1,789), 29/22 (1,318), 26/25 (1,040), 23/28 (0,821)                | 5 Gang, konstant, 34/12 (2,833), 34/19 (1,789), 29/22 (1,318), 26/25 (1,040), 23/28 (0,821)                |
| Rahmen                            | unten offener Zentralrohrrahmen                                                                            | unten offener Zentralrohrrahmen                                                                            | unten offener Zentralrohrrahmen                                                                            | unten offener Zentralrohrrahmen                                                                            | unten offener Zentralrohrrahmen                                                                            | unten offener Zentralrohrrahmen                                                                            |
| Lenkkopfwinkel / Nachlauf         | 26° / 95 mm                                                                                                | 25°50' / 93 mm                                                                                             | 25°83' / 93 mm                                                                                             | 26,5° / 94 mm                                                                                              | 26,8° / 95 mm                                                                                              | 26°05' / 96 mm                                                                                             |
| Bereifung vorne                   | 130/80-18 66P; Bridgestone TW31                                                                            | 130/80-18 66P; Bridgestone TW203                                                                           | 130/80-18 66P; Bridgestone TW203                                                                           | 130/80-18 66P; Bridgestone TW31                                                                            | 130/80-18 66P; Bridgestone TW31                                                                            | 130/80-18 66P; Bridgestone TW203                                                                           |
| Bereifung hinten                  | 180/80-14 M/C 78P; Bridgestone TW34                                                                        | 180/80-14 M/C 78P; Bridgestone TW204                                                                       | 180/80-14 M/C 78P; Bridgestone TW204                                                                       | 180/80-14 M/C 78P; Bridgestone TW34                                                                        | 180/80-14 M/C 78P; Bridgestone TW34                                                                        | 180/80-14 M/C 78P; Bridgestone TW204                                                                       |
| Maximale Zuladung                 | 180 kg | 180 kg | 180 kg | 157 kg / 156 kg Cal.                                                                                       | 157 kg / 156 kg Cal.                                                                                       | --- |
| Bremsen v/h                       | Scheibe ⌀ 220 mm mit 2-Kolben-Festsattel / Trommel ⌀ 110 mm                                                | Scheibe ⌀ 220 mm mit 2-Kolben-Festsattel / Trommel ⌀ 130 mm                                                | Scheibe ⌀ 220 mm mit 2-Kolben-Festsattel / Trommel ⌀ 130 mm                                                | Trommel ⌀ 130 mm / Trommel ⌀ 110 mm                                                                        | Scheibe ⌀ 220 mm mit 2-Kolben-Festsattel / Trommel ⌀ 110 mm                                                | Scheibe ⌀ 220 mm mit 2-Kolben-Festsattel / Trommel ⌀ 130 mm                                                |
| Federung vorne                    | hydraulisch gedämpfte Telegabel mit Schraubenfedern; 160 mm Federweg                                       | hydraulisch gedämpfte Telegabel mit Schraubenfedern; 150 mm Federweg                                       | hydraulisch gedämpfte Telegabel mit Schraubenfedern; 150 mm Federweg                                       | hydraulisch gedämpfte Telegabel mit Schraubenfedern; 160 mm Federweg                                       | hydraulisch gedämpfte Telegabel mit Schraubenfedern; 160 mm Federweg                                       | hydraulisch gedämpfte Telegabel mit Schraubenfedern; --- mm Federweg                                       |
| Länge der ungespannten Feder      | 342 mm | 330 mm | 330 mm | 312 mm | 312 mm | --- |
| Länge der eingebauten Feder       | 337 mm | 325 mm | 325 mm | --- | --- | --- |
| Federrate                         | 4,4 N/mm (0,44 kg/mm)                                                                                      | 4,9 N/mm (0,49 kg/mm)                                                                                      | 4,9 N/mm (0,49 kg/mm)                                                                                      | 5,0 N/mm (0,50 kg/mm)                                                                                      | 5,0 N/mm (0,50 kg/mm)                                                                                      | --- |
| Ölsorte / Füllmenge / Füllhöhe    | 10 W / 0,24 L (243 cm³) / 135 mm                                                                           | 10W / 0,259 L (259 cm³) / 122 mm                                                                           | 10W / 0,259 L (259 cm³) / 122 mm                                                                           | 10W / 0,238 L (243 cm³) / 135 mm                                                                           | 10W / 0,238 L (243 cm³) / 135 mm                                                                           | --- |
| Federung hinten                   | Öl-/Gasgedämpftes Zentralfederbein mit Schraubenfeder ohne Ausgleichsbehälter (Monocross); 150 mm Federweg | Öl-/Gasgedämpftes Zentralfederbein mit Schraubenfeder ohne Ausgleichsbehälter (Monocross); 150 mm Federweg | Öl-/Gasgedämpftes Zentralfederbein mit Schraubenfeder ohne Ausgleichsbehälter (Monocross); 150 mm Federweg | Öl-/Gasgedämpftes Zentralfederbein mit Schraubenfeder ohne Ausgleichsbehälter (Monocross); 150 mm Federweg | Öl-/Gasgedämpftes Zentralfederbein mit Schraubenfeder ohne Ausgleichsbehälter (Monocross); 150 mm Federweg | Öl-/Gasgedämpftes Zentralfederbein mit Schraubenfeder ohne Ausgleichsbehälter (Monocross); --- mm Federweg |
| Hub des Stoßdämpfers              | 48 mm | 48 mm | 48 mm | 48 mm | 48 mm | --- |
| Länge der ungespannten Feder      | 193 mm | 190 mm | 190 mm | 190 mm | 190 mm | --- |
| Länge der eingebauten Feder       | 185 mm | 185 mm | 185 mm | --- | --- | --- |
| Federrate bei Hub                 | 100 N/mm (10,0 kg/mm) bei 0 – 48 mm                                                                        | 127 N/mm (12,7 kg/mm) bei 0 – 48 mm                                                                        | 127 N/mm (12,7 kg/mm) bei 0 – 32 mm 186 N/mm (18,6 kg/mm) bei 32 – 48 mm                                   | 130 N/mm (13,0 kg/mm) bei 0 – 32 mm 190 N/mm (19,0 kg/mm) bei 32 – 48 mm                                   | 130 N/mm (13,0 kg/mm) bei 0 – 32 mm 190 N/mm (19,0 kg/mm) bei 32 – 48 mm                                   | --- |